# 2020년 하계 올림픽 일본 선수단
일본은 2020년 7월 23일부터 8월 8일까지 일본 도쿄에서 열린 제32회 하계 올림픽에 참가했다. 선수단은 556명의 선수의 구성원으로 구성하였다.
일본은 2020년 도쿄 하계 올림픽의 개최국이었다. 원래는 2020년 7월 24일부터 8월 9일까지 열릴 예정이었으나 코로나19 범유행으로 인해 2021년 7월 23일부터 8월 8일로 연기되었다. 1912년 일본이 공식 데뷔한 이래 일본 선수들은 제2차 세계대전 당시 국가의 역할로 인해 초청받지 못한 1948년 런던 하계 올림픽과 1980년 런던 하계 올림픽을 제외하고는 근대까지 매 대회 하계 올림픽에 출전해 왔다. 미국이 주도한 보이콧의 일환으로 모스크바에서 열린 하계 올림픽. 일본의 개막식 기수는 농구 선수 하치무라 루이와 레슬링 선수 스사키 유이이다. 가라테카 료 키유나가 폐막식의 기수이다.
일본은 총 58개의 메달(금메달 27개)로 올림픽을 마쳤다. 이는 1964년 올림픽(도쿄에서도 개최됨)과 2004년 올림픽의 이전 기록보다 인상적인 향상을 이룬 것이다. 이로써 이들은 미국과 중국에 이어 금메달 1위(1964년과 1968년 이후 세 번째)로 종합 3위를 차지했다. 총 메달 수에서도 러시아 올림픽 위원회와 영국에 뒤처졌다. 이는 일본 역사상 가장 성공적인 하계 올림픽이었다.

## 출전 선수
| 종목           | 남자 | 여자 | 전체 |
| -------------- | ---- | ---- | ---- |
| 양궁           | 3    | 3    | 6    |
| 아티스틱스위밍 | 빈칸 | 9    | 9    |
| 육상           | 41   | 9    | 50   |
| 배드민턴       | 6    | 7    | 13   |
| 야구           | 24   | 빈칸 | 24   |
| 농구           | 12   | 16   | 28   |
| 복싱           | 4    | 2    | 6    |
| 카누           | 7    | 5    | 12   |
| 사이클         | 6    | 7    | 13   |
| 다이빙         | 4    | 4    | 8    |
| 승마           | 9    | 0    | 9    |
| 펜싱           | 12   | 9    | 21   |
| 하키           | 16   | 16   | 32   |
| 축구           | 18   | 18   | 36   |
| 골프           | 2    | 2    | 4    |
| 체조           | 5    | 12   | 17   |
| 핸드볼         | 14   | 14   | 28   |
| 유도           | 7    | 7    | 14   |
| 가라테         | 4    | 4    | 8    |
| 근대5종        | 1    | 2    | 3    |
| 럭비           | 12   | 12   | 24   |
| 요트           | 8    | 7    | 15   |
| 사격           | 6    | 6    | 12   |
| 스케이트보드   | 4    | 6    | 10   |
| 소프트볼       | 빈칸 | 15   | 15   |
| 스포츠클라이밍 | 2    | 2    | 4    |
| 서핑           | 2    | 2    | 4    |
| 수영           | 18   | 17   | 35   |
| 탁구           | 3    | 3    | 6    |
| 태권도         | 2    | 2    | 4    |
| 테니스         | 4    | 5    | 9    |
| 트라이애슬론   | 2    | 2    | 4    |
| 배구           | 14   | 14   | 28   |
| 수구           | 13   | 13   | 26   |
| 역도           | 4    | 3    | 7    |
| 레슬링         | 6    | 6    | 12   |
| 전체           | 295  | 261  | 556  |

## 메달리스트
| 메달 | 이름 | 종목           | 세부 종목              | 날짜     |
| ---- | --- | -------------- | ---------------------- | -------- |
|      | 다카토 나오히사 | 유도           | 남자 60kg              | 7월 24일 |
|      | 오하시 유이 | 수영           | 여자 400m 개인혼영     | 7월 25일 |
|      | 호리고메 유토 | 스케이드보드   | 남자 스트리트          | 7월 25일 |
|      | 아베 우타 | 유도           | 여자 52kg              | 7월 25일 |
|      | 아베 히후미 | 유도           | 남자 66kg              | 7월 25일 |
|      | 니시야 모미지 | 스케이드보드   | 여자 스트리트          | 7월 26일 |
|      | 오노 쇼헤이 | 유도           | 남자 73kg              | 7월 26일 |
|      | 미즈타니 준 이토 미마 | 탁구           | 혼성 더블              | 7월 26일 |
|      | 나가세 다카노리 | 유도           | 남자 81kg              | 7월 27일 |
|      | 후지타 야마토 우에노 유키코 고토 노조미 미네 유키요 키요하라 나유 아가츠마 하루카 이치구치 유카 야마모토 유 카와바타 히토미 아츠미 마나 나이토 미노리 야마자키 사키 하라다 노도카 모리 사야카 야마다 에리 | 소프트볼       | 여자                   | 7월 27일 |
|      | 오하시 유이 | 수영           | 여자 200m 개인혼영     | 7월 28일 |
|      | 아라이 치즈루 | 유도           | 여자 70kg              | 7월 28일 |
|      | 하시모토 다이키 | 체조           | 남자 개인종합          | 7월 28일 |
|      | 하마다 쇼리 | 유도           | 여자 78kg              | 7월 29일 |
|      | 에런 울프 | 유도           | 남자 100kg             | 7월 29일 |
|      | 소네 아키라 | 유도           | 여자 +78kg             | 7월 30일 |
|      | 가노 고키 미노베 가즈야스 우야마 사토루 야마다 마사루 | 펜싱           | 남자 에페 단체         | 7월 30일 |
|      | 이리에 세나 | 복싱           | 여자 페더급            | 8월 3일  |
|      | 하시모토 다이키 | 체조           | 남자 철봉              | 8월 3일  |
|      | 요소즈미 사쿠라 | 스케이드보드   | 여자 파크              | 8월 4일  |
|      | 가와이 유카코 | 레슬링         | 여자 프리스타일 62kg   | 8월 4일  |
|      | 가와이 리사코 | 레슬링         | 여자 프리스타일 57kg   | 8월 5일  |
|      | 키유나 료 | 가라테         | 남자 가타              | 8월 6일  |
|      | 무카이다 마유 | 레슬링         | 여자 프리스타일 53kg   | 8월 6일  |
|      | 오토구로 타쿠토 | 레슬링         | 남자 프리스타일 65kg   | 8월 7일  |
|      | 스사키 유이 | 레슬링         | 여자 프리스타일 50kg   | 8월 7일  |
|      | 아오야기 고요 이와자키 스구루 모리시타 마사토 이토 히로미 야마모토 요시노부 다나카 마사히로 야마사키 야스아키 구리바야시 료지 오노 유다이 센가 고다이 다이라 가이마 우메노 류타로 가이 다쿠야 다츠노 야마다 겐다 소스케 아사무라 히데토 기쿠치 료스케 사카모토 하야토 무라카미 무네타카 곤도 겐스케 야나기타 유키 구리하라 료야 요시다 마사타카 스즈키 세이야 이나바 아쓰노리 가네코 마코토 다테야마 요시노리 무라타 요시노리 이바타 히로카즈 시미즈 마사지 | 야구           | 남자                   | 8월 7일  |
|      | 타오나키 후나 | 유도           | 여자 +48kg             | 7월 24일 |
|      | 하시모토 다이키 가야 카즈마 기타조노 다케루 다니가와 와타루 | 체조           | 남자 단체종합          | 7월 26일 |
|      | 이가라시 카노아 | 서핑           | 남자 쇼트보드          | 7월 27일 |
|      | 혼다 도모루 | 수영           | 남자 200m 접영         | 7월 28일 |
|      | 아베 히후미 아베 우타 아라이 치즈루 하마다 쇼리 하라사와 히사요시 무카이 쇼이치로 나가세 다카노리 오노 쇼헤이 소네 아키라 다시로 미쿠 에런 울프 요시다 츠카사 | 유도           | 혼성 단체              | 7월 31일 |
|      | 후미타 겐이치로 | 레슬링         | 남자 그레코로만형 60kg | 8월 2일  |
|      | 히라키 코코나 | 스케이드보드   | 여자 파크              | 8월 4일  |
|      | 이케다 고키 | 육상           | 남자 20km 경보         | 8월 5일  |
|      | 시미즈 기요쿠 | 가라테         | 여자 카타              | 8월 5일  |
|      | 히라노 미우 이사가와 가즈미 이토 미나 | 탁구           | 여자 단체              | 8월 5일  |
|      | 노나카 미호 | 스포츠클라이밍 | 여자 복합              | 8월 6일  |
|      | 이나미 모네 | 골프           | 여자 개인              | 8월 7일  |
|      | 나가오카 모에코 다나카 마키 미요시 나호 마치다 루이 모토하시 나코 토도 나나카 하야시 사키 마우리 에블린 미야카키 사오리 미야자와 유키 아카호 히마와리 | 농구           | 여자 개인              | 8월 8일  |
|      | 가지하라 유미 | 사이클         | 여자 옴니언            | 8월 7일  |
|      | 히라키 코코나 | 스케이드보드   | 여자 스트리트          | 7월 26일 |
|      | 후루카와 다카하루 무토 히로키 가와타 유키 | 양궁           | 남자 단체              | 7월 26일 |
|      | 요시다 츠카사 | 유도           | 여자 57kg              | 7월 26일 |
|      | 츠즈키 아무로 | 서핑           | 여자 쇼트보드          | 7월 27일 |
|      | 안도 미키코 | 역도           | 여자 58kg              | 7월 27일 |
|      | 이토 미나 | 탁구           | 여자 단식              | 7월 29일 |
|      | 와타나베 유타 히가시노 아리사 | 배드민턴       | 혼성 복식              | 7월 30일 |
|      | 후루카와 다카하루 | 양궁           | 남자 단식              | 7월 31일 |
|      | 가야 가즈마 | 체조           | 남자 안마              | 8월 1일  |
|      | 무라카미 마이 | 체조           | 남자 마루              | 8월 2일  |
|      | 야비쿠 쇼헤이 | 레슬링         | 남자 그레고로 77kg     | 8월 3일  |
|      | 나미키 츠키미 | 복싱           | 여자 플라이급          | 8월 4일  |
|      | 다나카 료메이 | 복싱           | 남자 플라이급          | 8월 5일  |
|      | 야마니시 도시카즈 | 육상           | 여자 20km 경보         | 8월 5일  |
|      | 미즈타니 준 니와 고키 하리모토 도모카츠 | 탁구           | 남자 단체              | 8월 6일  |
|      | 노구치 아키요 | 스포츠클라이밍 | 여자 컴바인드          | 8월 6일  |
|      | 아라가 유타로 | 가라테         | 남자 75kg              | 8월 7일  |

## 종목별 설정

### 근대 5종
| 선수            | 세부 종목 | 펜싱 (에페) | 펜싱 (에페) | 펜싱 (에페) | 펜싱 (에페) | 수영 (200m 자유형) | 수영 (200m 자유형) | 수영 (200m 자유형) | 승마   | 승마 | 승마 | 복합 (크로스컨트리+사격) | 복합 (크로스컨트리+사격) | 복합 (크로스컨트리+사격) | 최종 합계 | 최종 순위 |
| 선수            | 세부 종목 | 승패        | 보너스      | 순위        | 점수        | 기록               | 순위               | 점수               | 패널티 | 순위 | 점수 | 기록                     | 순위                     | 점수                     | 최종 합계 | 최종 순위 |
| 이와모토 쇼헤이 | 남자 개인 | 12-23       | 1           | 30          | 173         | 2:03.75            | 20                 | 303                | 21     | 20   | 279  | 11:52.87                 | 31                       | 588                      | 1343      | 28        |
| 시마즈 레나     | 여자 개인 | 14-21       | 0           | 30          | 184         | 2:10.65            | 9                  | 289                | 48     | 24   | 252  | 12:34.40                 | 17                       | 546                      | 1271      | 23        |
| 다카미야 나츠미 | 여자 개인 | 14-21       | 1           | 28          | 185         | 2:11.54            | 21                 | 287                | EL     | 31   | 0    | 2:11.54                  | 26                       | 513                      | 985       | 34        |

## 같이 보기
- 올림픽 일본 선수단